# 山崎理
山崎 理（やまさき おさむ、1962年2月19日 - ）は、日本のアニメーション監督、プロデューサー、演出家、アニメーター。日本アニメーター・演出協会（JAniCA）理事。日本映画監督協会会員。日本脚本家連盟組合員。ワオワールド所属。熊本県出身。カタカナのヤマサキオサム名義での活動もある。

## 経歴
- 1962年2月19日 - 物理教師の父、栄養士の母のもと[1]、熊本市で生まれる。
- 1980年 - 熊本時代の先輩であるわたなべひろしを尊敬し、上京。当時、わたなべが所属していたスタジオ・ライブ社長芦田豊雄に絵を見てもらったことが、アニメ業界入りのきっかけとなる。それ以来、芦田を師と仰ぐ。わたなべや神志那弘志は、高校時代のアニメーション同好会の先輩後輩。
- 中村プロダクションやカナメプロダクションにて原画・構成・制作などを経験した後にフリーランスとなり、1984年につるやまおさむ、大貫健一、大張正己、西井正典らと、フリースタジオ南町奉行所を設立。
- 1987年 - 日本ビクター製作のOVA『戦国奇譚 妖刀伝』で企画・原案・監督として24歳でデビュー[2]。『戦国奇譚 妖刀伝』はOVA専門誌「アニメV」の人気投票にて、同年及び1988年の1位を獲得。この人気の要因は、それまでの時代劇アニメになかった華麗で高品質な絵作りと、美形青年に扮する美少女という主人公の設定が、女性ファンの嗜好に合ったためと言われている[3]。
- 1989年 - 「有限会社南町奉行所」法人化、代表取締役に就任。
- 1989年 - 『戦国奇譚 妖刀伝 総集編』劇場公開。
- 1991年 - アミューズメントメディア総合学院の講師併任。以来、アミューズメントメディア総合学院をはじめ、各講演にて後続の育成に力を入れている。教え子には伊藤誠、中武哲也、岡田麿里、石渡太輔、榎本秋らがいる[4]。
- 2007年 - 自ら企画を立ち上げた竹宮惠子原作『地球へ…』が、毎日放送/TBS系の土曜日午後6時（通称「土6」）枠に抜擢。TVアニメ化決定に伴い、監督業務に専念するために独立。
- 2008年 - 株式会社ワオワールドに所属。
- 2008年 - ヤマサキオサム名義で、4月より中部日本放送/TBS系放送の多田かおる原作『イタズラなKiss』の監督を担当。数字の取れない明け方の放送にもかかわらず、2.9％の視聴率を記録。ドラマ・舞台とイタキスブームが続く中、アニメの視聴イベントチケットが5分で完売[5]。
- 2010年 - 6月より日本アニメーター・演出協会（JAniCA）理事長に就任。
- 2010年4月 - 幕末の史実要素に基づくゲーム『薄桜鬼』のTVシリーズ監督[6]。絵コンテや脚本も手掛ける。
- 2010年10月 - 『薄桜鬼』のTVシリーズ第2期『薄桜鬼 碧血録』放送開始。同年12月『薄桜鬼 碧血録』DVD第1巻発売、オリコンDVDランキング初登場1位[7]。
- 2012年9月 - 『「薄桜鬼 黎明録」放送スタート記念！シリーズ一挙放送SP』が『スカパーアワード2012 アニメ・特撮大賞』を受賞。
- 2012年11月 - 熊本県合志市熊本高等専門学校にて開講された合志市主催『響創塾』で講演[8]。
- 2013年1月 - 『八犬伝―東方八犬異聞―』総監督およびシリーズ構成を担当。
- 2013年8月 - 『劇場版 薄桜鬼 第一章 京都乱舞』全国ロードショー。監督・脚本・音響監督・絵コンテを担当。
- 2014年3月 - 『劇場版 薄桜鬼 第二章 士魂蒼穹』（- しこんそうきゅう）全国ロードショー。監督・脚本・音響監督・絵コンテを担当。
- 2014年3月 - 『アニメで生きていくということ』谷口悟朗監督とのロング対談
- 2014年5月 - 京都コンピューター学院　講演会
- 2015年2月 - 『未来の若者のためのセミナー～やりたいことを仕事にする』in熊本（主催：えんキャリア熊本）
- 2016年7月 - 『タイムトラベル少女～マリ・ワカと8人の科学者たち～』監督・シリーズ構成・脚本・絵コンテを担当。
- 2016年12月 - 東京コミコン 2016『C.B.セブルスキーVS山崎理　日米カルチャー討論！』マーベル副社長C.B.セブルスキー氏との対談
- 2017年11月 - 『気づきの力！ - アニメやゲームでぐんぐんよくなる親子関係』　講演会（北海道枝幸町教育委員会主催）
- 2019年10月 - 『ACTORS -Songs Connection-』監督・シリーズ構成・脚本・絵コンテを担当[9]。
- 2021年7月 - 『精霊幻想記』監督・シリーズ構成・脚本・絵コンテを担当。
- 2021年10月1日～4日‐『第25回ソウル国際漫画アニメーションフェスティバル(SICAF2021)』映像アニメーション部門審査委員[10]
- 2021年12月‐『新作　薄桜鬼OVA第一章【茅花流し、雲隠れの刻】』監督・絵コンテを担当
- 2022年1月-『新作　薄桜鬼OVA第二章【宵闇、夕顔別当の燈】』監督を担当
- 2022年2月-『新作　薄桜鬼OVA第三章【星迎え、雲漢の調べ】』監督を担当
- 2023年3月 - TVアニメ『地球へ…』Blu-ray Disc Box発売。監督・絵コンテ・脚本を担当。
- 2023年4月 - 『あんさんぶるスターズ!!追憶セレクション「エレメント」』監督・絵コンテ・演出を担当。
- 2024年2月 - 『戦国奇譚 妖刀伝 劇場デジタルリマスター版』アニマン祭にて上映。
- 2024年3月 - 『あんさんぶるスターズ!!追憶セレクション「チェックメイト」』監督を担当。
- 2024年9月 - 『戦国奇譚 妖刀伝』３部作および劇場版が衛星劇場にて再放送。
- 2024年10月 - 『精霊幻想記2』総監督・シリーズ構成・シナリオ・絵コンテ・演出を担当。

## 人物
- 音響監督として、『地球へ…』では独自のアフレコ方法を行った[11]。
- 「アニメの制作現場の環境を改善しないと、日本の文化であるアニメーションは健全に育たない」と危惧[12]。状況改善のため、芦田豊雄や神村幸子らと2007年に日本アニメーター・演出協会（JAniCA）の立ち上げに関わる。
- 2010年にJAniCAの代表として文化庁より、この分野では日本初の大規模公的支援事業『若手アニメーター育成プロジェクト』(現：アニメミライ)を受託。
- 2012年に『薄桜鬼』シリーズ劇場版及びTVシリーズ制作のためJAniCAの代表職を井上俊之理事に譲り副代表の立場で指導にあたる。

## 親族
伯父に自由民主党衆議院議員の園田博之、従兄に童話作家の中村猛、三省製薬株式会社代表取締役の陣内宏行、医学博士で熊本大学医学部脳神経外科准教授の山田和慶を持つ。元ラジオパーソナリティ、元声優、元歌手、元作家の小森まなみが配偶者で、医学博士で国立がんセンターの内科医長・内視鏡部長を務めた小黒八七郎が岳父にあたる。長男は医師として勤務する傍ら「あさぎり水脈」名義で小説の執筆活動を行っており、2021年には山崎が手がけた『闘神機ジーズフレーム』の前日譚となるオリジナル小説を発表している。

## 参加作品

### アニメーション
1981年
- 百獣王ゴライオン（動画・第二原画）

1982年
- 太陽の牙ダグラム（動画・第二原画）

1983年
- スペースコブラ（動画）
- プラレス3四郎（原画）

1984年
- ビデオ戦士レザリオン（原画）
- ゴッドマジンガー（原画）

1985年
- 機動戦士Ζガンダム（原画）
- ダーティペア（原画）
- 超獣機神ダンクーガ（原画）

1986年
- シルバーホークス（原画）
- コスモス・ピンクショック（作画監督）
- コール・ミー・トゥナイト（作画監督）

1987年
- マシンロボ クロノスの大逆襲（絵コンテ）
- 戦国奇譚妖刀伝 破獄の章（監督・原案）
- レモンエンジェル（脚本・演出）

1988年
- トウキョウ・バイス（原作・監督）
- 戦国奇譚妖刀伝 鬼哭の章（監督・原案）
- 戦国奇譚妖刀伝 炎情の章（監督・原案）

1989年
- やじきた学園道中記 〜皇一族編〜（監督）
- 戦国奇譚妖刀伝 劇場版（監督・原案）

1990年
- 風魔の小次郎 聖剣戦争篇（演出）
- 男樹（監督）
- 男樹2 野望編（監督）
- 暗黒神伝承 武神（原作・監督）

1991年
- ZIGGY THE MOVIE それゆけ! R&R BAND（原画）

1992年
- JOKER マージナル・シティ（監督）
- 紅いハヤテ（原作・脚本・原画・制作プロデュース）
- 時元戦国史 黒の獅士 陣内篇（制作プロデュース）

1995年
- 真・女神転生 東京黙示録（監督）

1997年
- 超獣伝説ゲシュタルト（監督）

2001年
- おとぎストーリー 天使のしっぽ（#5絵コンテ・演出）

2004年
- サムライガン（#6,#10絵コンテ）

2005年
- ギャラリーフェイク（監督（#13〜#37））
- エンジェル・ハート（#13演出）

2006年
- MAJOR 第2シリーズ（#8演出）
- 蟲師（#18,#23絵コンテ・演出）

2007年
- 地球へ…（監督・音響監督・脚本）

2008年
- イタズラなKiss（監督・作画監督（最終回））

2009年
- ハヤテのごとく!!（絵コンテ）

2010年
- 薄桜鬼（監督・絵コンテ）
- 薄桜鬼 碧血録（監督・脚本）

2011年
- スーパーロボット大戦OG -ジ・インスペクター-（絵コンテ）
- 薄桜鬼 雪華録（監督・絵コンテ）

2012年
- 薄桜鬼 黎明録（監督・脚本）

2013年
- 八犬伝―東方八犬異聞―（総監督）

2014年
- 月刊少女野崎くん（絵コンテ）
- ログ・ホライズン 第2シリーズ（絵コンテ）

2016年
- タイムトラベル少女〜マリ・ワカと8人の科学者たち〜（監督・シリーズ構成・脚本・絵コンテ）
- マジきゅんっ!ルネッサンス（絵コンテ）

2017年
- 正解するカド（絵コンテ）
- アニメガタリズ（原画）

2019年
- ACTORS -Songs Connection-（監督・シリーズ構成・脚本・絵コンテ）

2020年
- 彼女、お借りします（絵コンテ）

2021年
- WAVE!!〜サーフィンやっぺ!!〜（絵コンテ）
- 精霊幻想記（監督・シリーズ構成・脚本・絵コンテ）
- 闘神機ジーズフレーム（原案・シリーズ構成・絵コンテ）
- 新作薄桜鬼OVA第一章【茅花流し、雲隠れの刻】（監督・絵コンテ）

2022年
- 新作薄桜鬼OVA第二章【宵闇、夕顔別当の燈】（監督）
- 新作薄桜鬼OVA第三章【星迎え、雲漢の調べ】（監督）
- ドールズフロントライン（絵コンテ）

2023年
- 地球へ…Blu-ray Disc Box（監督・音響監督・脚本）
- 大奥（#1絵コンテ）
- あんさんぶるスターズ!!追憶セレクション「エレメント」（監督・絵コンテ・演出）
- あんさんぶるスターズ!!追憶セレクション「クロスロード」（監督）

2024年
- あんさんぶるスターズ!!追憶セレクション「チェックメイト」（監督）
- 精霊幻想記2（総監督・シリーズ構成・絵コンテ・演出）

2025年
- 美男高校地球防衛部ハイカラ!（絵コンテ）

### 劇場映画
1989年
- 戦国奇譚妖刀伝（監督・原案）

2013年
- 劇場版 薄桜鬼 第一章 京都乱舞（監督・脚本・音響監督・絵コンテ）

2014年
- 劇場版 薄桜鬼 第二章 士魂蒼穹（監督・脚本・音響監督・絵コンテ）

### ゲーム
1993年
- 3×3 EYES 〜三只眼変成〜（脚本・作画プロデュース）

1995年
- 3×3 EYES 〜吸精公主〜（脚本・作画プロデュース）

1997年
- 3×3 EYES 〜転輪王幻夢〜（脚本・作画プロデュース）
- キューブバトラー デバッガー翔編（原作・制作プロデュース）
- キューブバトラー　アンナ未来編（原作・制作プロデュース）

1998年
- 超戦闘球技 ヴァンボーグ（制作プロデュース）

1999年
- 胸騒ぎの予感（作画プロデュース）

2000年
- GUILTY GEAR X（制作プロデュース）

2001年
- 幻想魔伝 最遊記 Retribution（制作プロデュース）

2003年
- DEAD OR ALIVE Xtreme Beach Volleyball（OP演出）

2004年
- はじめの一歩2 VICTORIOUS ROAD（OP演出）

### コミック原作
1991年
- 紅いハヤテ～変身転生伝奇編～（秋田書店『サスペリア』連載）

1992年
- 霞くんの危険な生活（秋田書店『サスペリア』連載）

1994年
- 早乙女あずさ事件簿（秋田書店『サスペリア』連載）

1995年
- 真田群雄伝…（角川書店月刊「コミックコンプ」にて連載）

### CD作品
1987年
- 戦国奇譚妖刀伝 〜破獄の章〜、〜炎情の章〜（ - 1988年）

1991年
- 暗黒神伝承 武神
- 紅いハヤテ

1993年
- 霞くんの危険な生活

## 講師歴
- アミューズメントメディア総合学院東京校
- アミューズメントメディア総合学院大阪校
- 東北福祉大学
- 長野県上田市マルチメディア情報センター
- 大手前大学
- 響創塾（熊本県合志市）
- 専門学校九州ビジュアルアーツ